# Les Chevaliers de Königsfeld
Les Chevaliers de Königsfeld est le douzième tome de la série Michel Vaillant. Il a pour cadre le Nürburgring et ses alentours, où sept pilotes, invités à séjourner dans un château médiéval, disparaissent tour à tour.

## Synopsis
Sept pilotes de formule 1, dont Michel Vaillant et Steve Warson, sont hebergés par un riche industriel allemand, le Docteur Spangenberg, dans son château médiéval, non loin du Nürburgring, la semaine précédant le Grand Prix d'Allemagne. Après la première nuit, un pilote manque à l'appel ; d'autres disparitions vont suivre, dans une atmosphère pesante...

## Véhicules remarqués

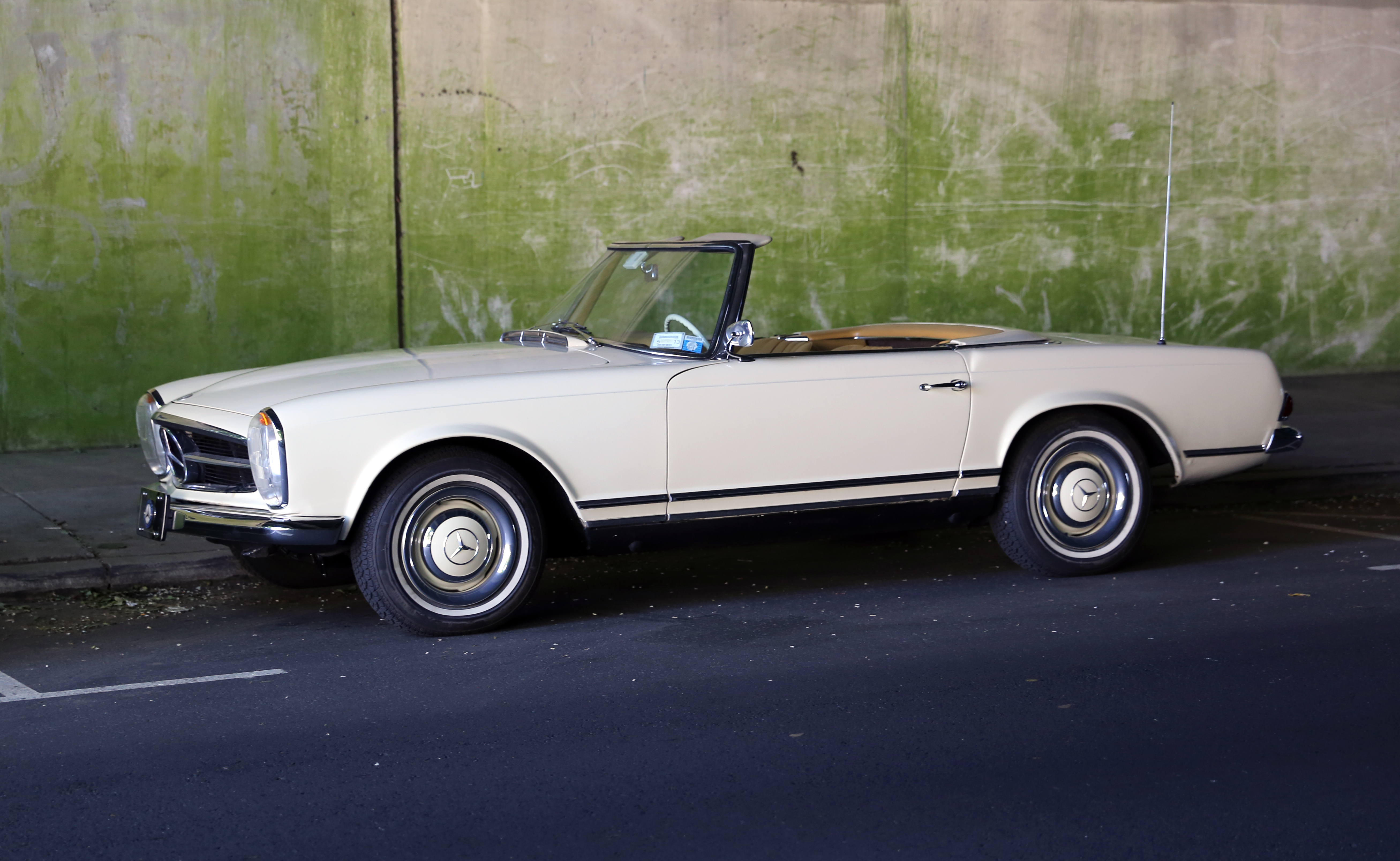
Une Mercedes 230 SL semblable à celle de Gabriele.

- Mercedes-Benz 230 SL, voiture de Gabriele Spangenberg
- Alpine A110, voiture de Mauro Bianchi
- Jaguar Type E, voiture de Bill Rix
- Alfa Romeo Giulia TZ, voiture de Karel Van Ham
- Serenissima 308 V, voiture de Dino Falconetti
- BRM P261, monoplace de Karel Van Ham
- Ford Taunus 12M, voiture du Hauptwachtmeister Karsten
- Volkswagen Type 1, voiture de police allemande
- Ferrari 158, monoplace de Dino Falconetti

## Publication

### Revues
Les planches des Chevaliers de Königsfeld furent publiées dans le Journal de Tintin entre le 20 juillet et le 7 décembre 1965 (n° 29/65 à 49/65).

### Album
Le premier album fut publié aux Éditions du Lombard en 1967 (dépôt légal 03/1967).